# Neoscopelidae
Famille
Les Neoscopelidae sont une famille de poissons téléostéens (Teleostei).

## Liste des genres
- Genre Neoscopelus
  - Neoscopelus macrolepidotus
  - Neoscopelus microchir
  - Neoscopelus porosus
- Genre Scopelengys
  - Scopelengys clarkei
  - Scopelengys tristis
- Genre Solivomer
  - Solivomer arenidens